# Anchise (roman)
Ne doit pas être confondu avec Anchise.
Anchise est un roman de Maryline Desbiolles publié le 8 avril 1999 aux éditions du Seuil. Ce roman a reçu la même année le prix Femina.

## Résumé
Anchise est l'histoire éponyme d'un vieil homme qui habite dans l’arrière-pays niçois. Le roman évoque ses souvenirs tels que la mort de son père durant la première guerre mondiale et celle de l’amour de sa vie, Blanche, pendant la seconde guerre mondiale ainsi que ses voisins et son expérience d’apiculteur.
Anchise est aussi un personnage de la mythologie grecque et, comme lui, il boite.

## Suite
Maryline Desbiolles a écrit Le Neveu d’Anchise, paru en 2021. 

## Éditions
- Anchise, Seuil, 1999  (ISBN 2020371707)